# Перемишль (Калузька область)
Перемишль (рос. Перемышль) — село Калузької області Росії. Адміністративний центр сільського поселення «Село Перемишль» та Перемишльського району Калузької області.

## Географія
Перемишль розташоване на північному заході Перемишльського району Калузької області, за 29 км на південь від обласного центру міста Калуга.
Село розкинулось на лівому березі річки Ока та Жиздра.

## Клімат
Клімат села помірно континентальний з чітко вираженою сезонністю. Характерні ознаки клімату: тепле літо, помірно холодна зі стійким сніговим покривом зима і добре виражені, але менш тривалі перехідні періоди — навесні та восени.
Середня річна температура повітря останніх становить ~ +4,4°С. Найхолодніший місяць року — січень, з температурою повітря −13,5°С. Липень — найтепліший місяць року, з середньою температурою близько +23,0°С. В деякі роки в спекотні дні максимальна температура повітря досягала +39°С.
Середньорічна кількість опадів становить 630 мм. Максимальна висота снігового покриву наприкінці лютого становить від 20 до 30 см.
| Клімат Перемишля        | Клімат Перемишля | Клімат Перемишля | Клімат Перемишля | Клімат Перемишля | Клімат Перемишля | Клімат Перемишля | Клімат Перемишля | Клімат Перемишля | Клімат Перемишля | Клімат Перемишля | Клімат Перемишля | Клімат Перемишля | Клімат Перемишля |
| Показник                | Січ.             | Лют.             | Бер.             | Квіт.            | Трав.            | Черв.            | Лип.             | Серп.            | Вер.             | Жовт.            | Лист.            | Груд.            | Рік              |
| Середній максимум, °C   | −6,6             | −5               | 0,4              | 10,3             | 18,7             | 21,5             | 23,0             | 21,9             | 15,7             | 9,0              | 0,7              | −3,7             | 7,2              |
| Середня температура, °C | −10,1            | −9               | −3,5             | 5,7              | 12,7             | 15,8             | 17,5             | 16,3             | 10,9             | 5,4              | −1,9             | −6,6             | 4,4              |
| Середній мінімум, °C    | −13,5            | −12,9            | −7,4             | 1,0              | 6,7              | 10,1             | 12,0             | 10,7             | 6,1              | 1,8              | −4,5             | −9,5             | 0,1              |
| Норма опадів, мм        | 39               | 33               | 35               | 39               | 43               | 77               | 80               | 71               | 55               | 50               | 53               | 55               | 630              |
| ----------------------- | ---------------- | ---------------- | ---------------- | ---------------- | ---------------- | ---------------- | ---------------- | ---------------- | ---------------- | ---------------- | ---------------- | ---------------- | ---------------- |

## Історія
Вперше Перемишль згадується в 1328 році, коли Іван Калита передає його у спадок своєму сину Андрію, родоначальнику князів Серпуховських. По смерті Володимира Андрійовича Перемишль перейшов до його сина Василя, потім до князів Боровських. Село було засноване як фортеця, захищена з одного боку обривом до річки Ока.

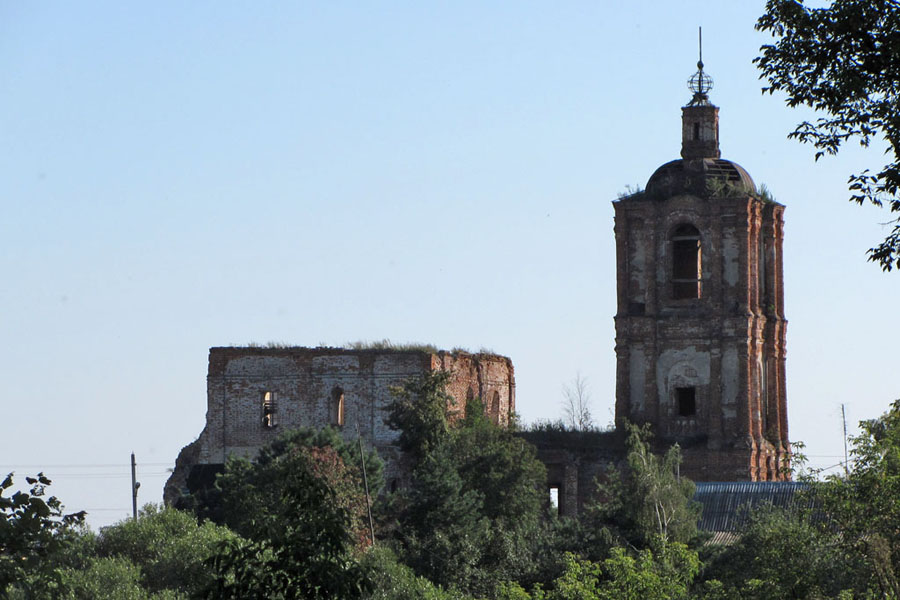
Собор Успіння Пресвятої Богородиці

Перемишль також входив до складу Великого князівства Литовського.
Після розорення Перемишльської області кримськими татарами у 1596 році Борис Годунов зміцнив Перемишль в 1598 році.
1654 року від «морової пошесті» вимерла майже половина населення Перемишля.
В 1708 році Перемишль був приписаний до Смоленської губернії, а з 1719 року до Калузької провінції Московської губернії, з 1776 року стає повітовим містом Перемишльського повіту Калузького намісництва, з 1796 року — Калузької губернії.
В 1925 році Перемишль втратив статус міста і став селом.
З 1929 року Перемишль є районним центром Перемишльського району Калузького округу Московської області, з 1944 року в Калузькій області.
Законом Калузької області від 29 травня 2009 року № 551-ОЗ, сільські поселення «Село Перемишль» та «Село Хохловка» були об'єднані в одне сільське поселення «Село Перемишль» з адміністративним центром в селі Перемишль. До складу сільського поселення «Село Перемишль» входять село Перемишль, село Хохловка, село Поляна, село Жашкове.

## Населення

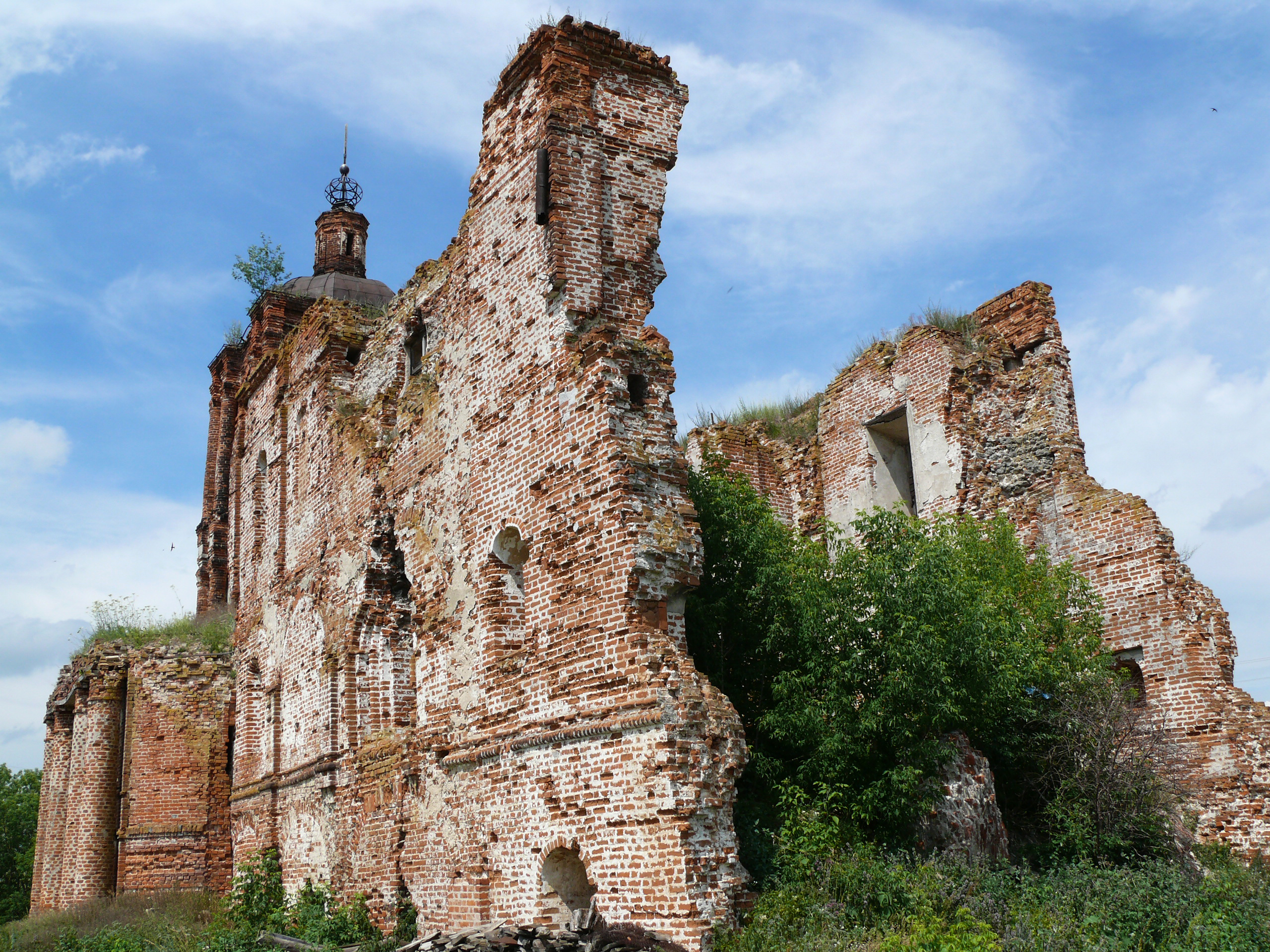
Собор Успіння Пресвятої Богородиці

| 1859 | 1868   | 1897   | 1913   | 1920    | 1926   | 1939   | 1959   | 1970   | 1979   | 1989   | 2002   | 2010   |
| 2929 | ↘ 2927 | ↘ 1712 | ↗ 3796 | ↘ +1788 | ↗ 1789 | ↗ 2291 | ↗ 2419 | ↗ 2579 | ↗ 3067 | ↗ 3168 | ↗ 3235 | ↗ 3279 |

## Відомі уродженці
- Курбатов Володимир Анатолійович — радянський російський науковець-хімік, доктор технічних наук. Лауреат премії Ленінського комсомолу (1978), Державної премії СРСР в області науки і техніки (1989).
- Новиков Борис Григорович — радянський біолог, професор, доктор біологічних наук, Заслужений працівник вищої школи УРСР.
- Смольянінов Іван Іванович (1926—2013) — український лісівник.

## Пам'ятки
У Перемишлі є 5 об'єктів культурної спадщини федерального значення:
1. Собор Успіння Пресвятої Богородиці (XVI ст.)[3];
2. Церква Зіслання Святого Духа (XVIII ст.);
3. Будинок Присутніх місць (1782);
4. В'язничний замок (1753);
5. Житловий будинок (поч. XIX ст.).

Також у Перемишлі є 6 об'єктів регіонального значення.
- Ансамбль гімназії.
- Меморіальний комплекс на Алеї Слави.
- Музей Білого лелеки, розташований в будівлі Воротинського лісництва національного парку «Угра».

## Світлини

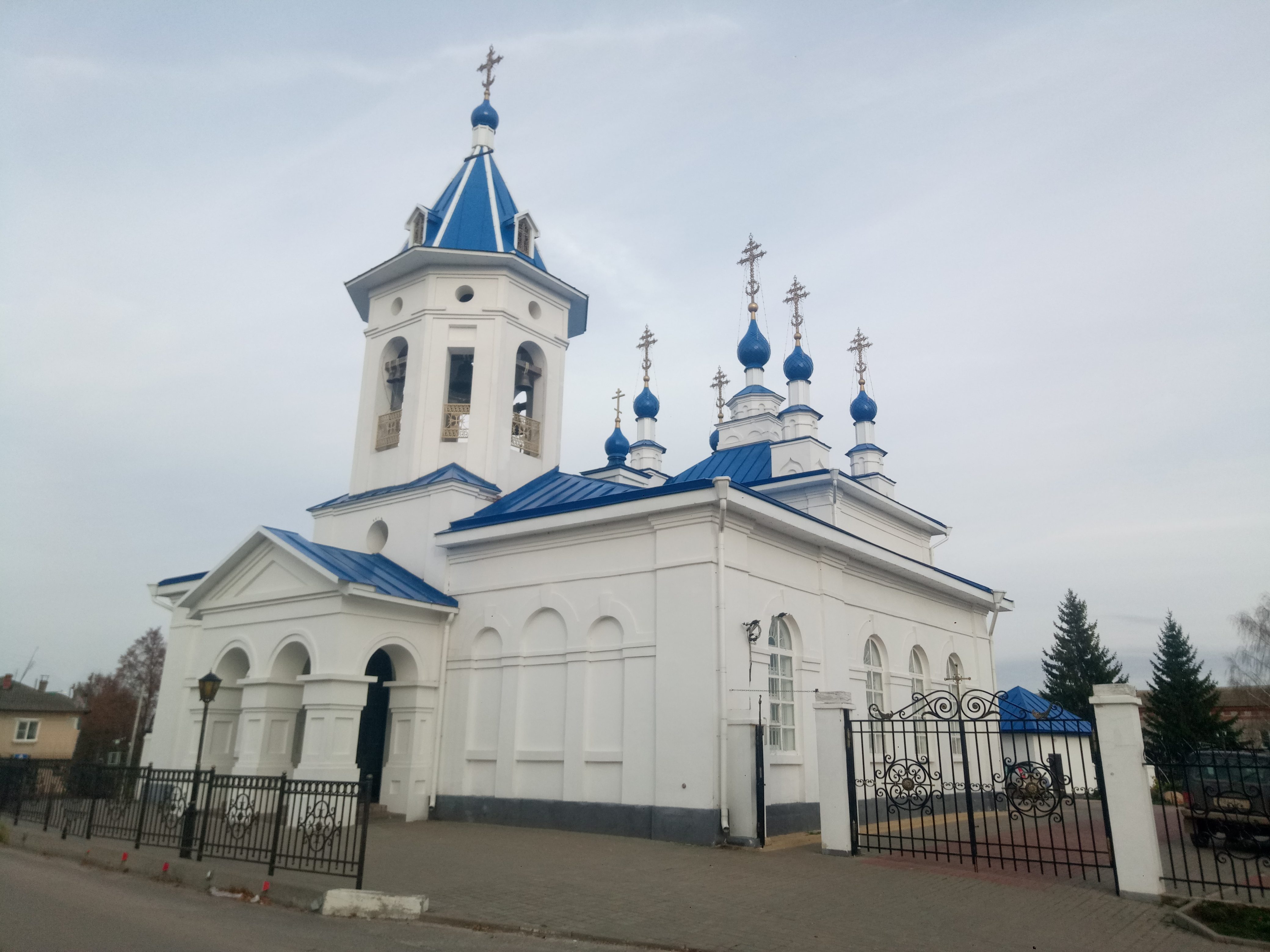
Церква Різдва Пресвятой Богородицы
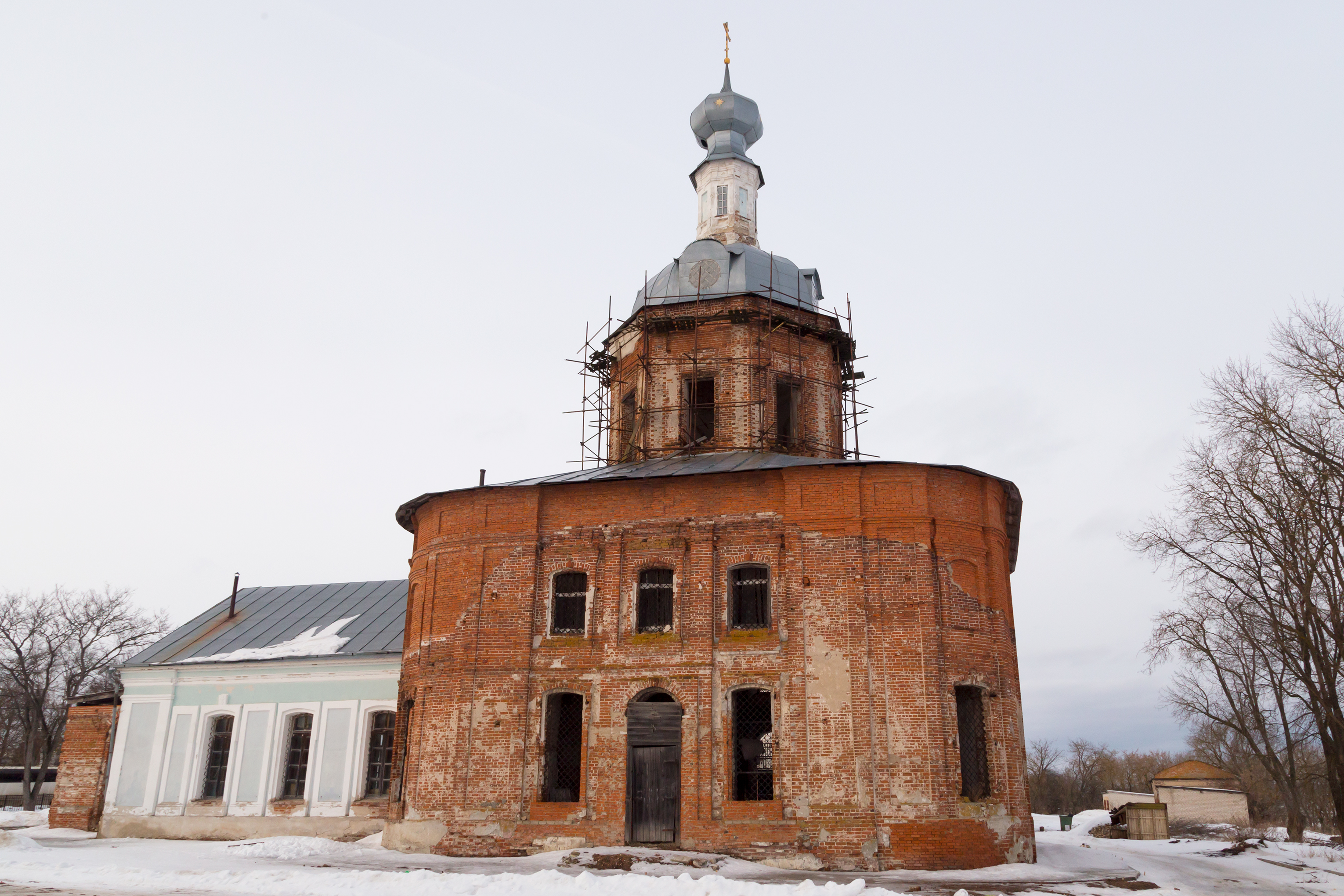
Церква Зіслання Святого Духа
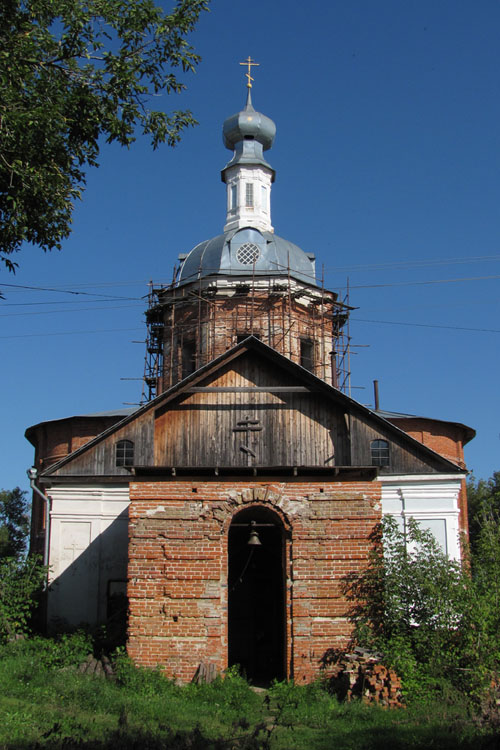
Церква Зіслання Святого Духа
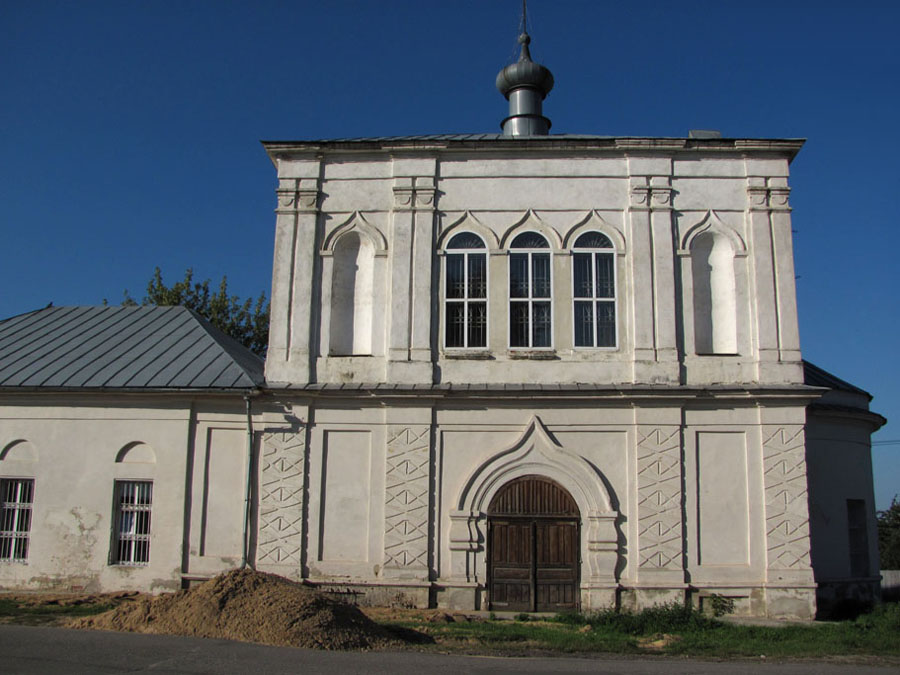
Церква Покрови Пресвятої Богородиці
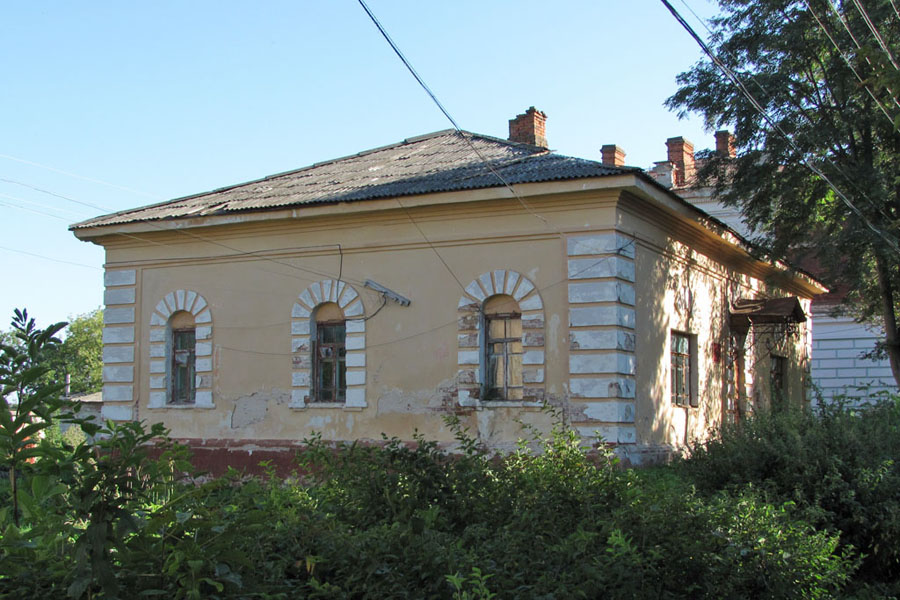
В'язничний замок
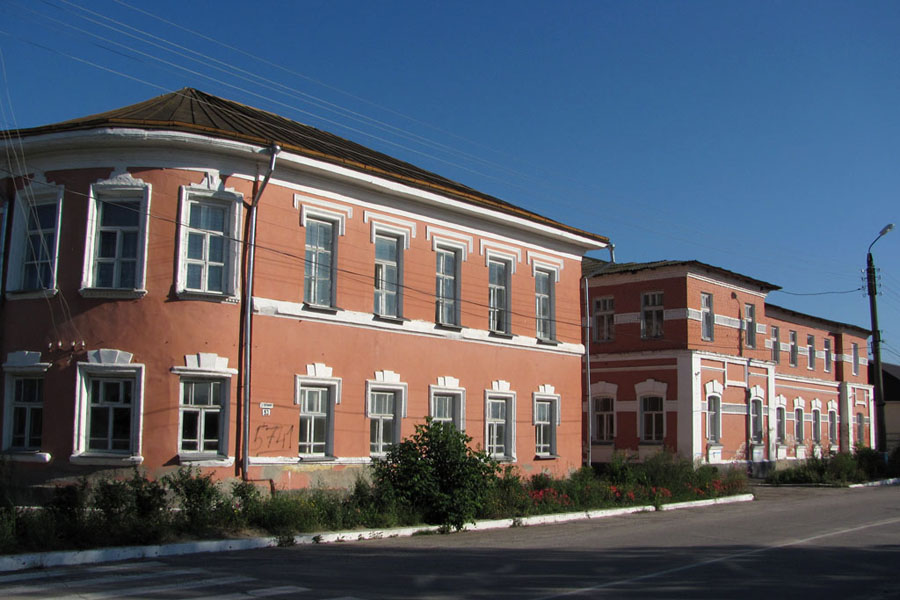
Ансамбль гімназії

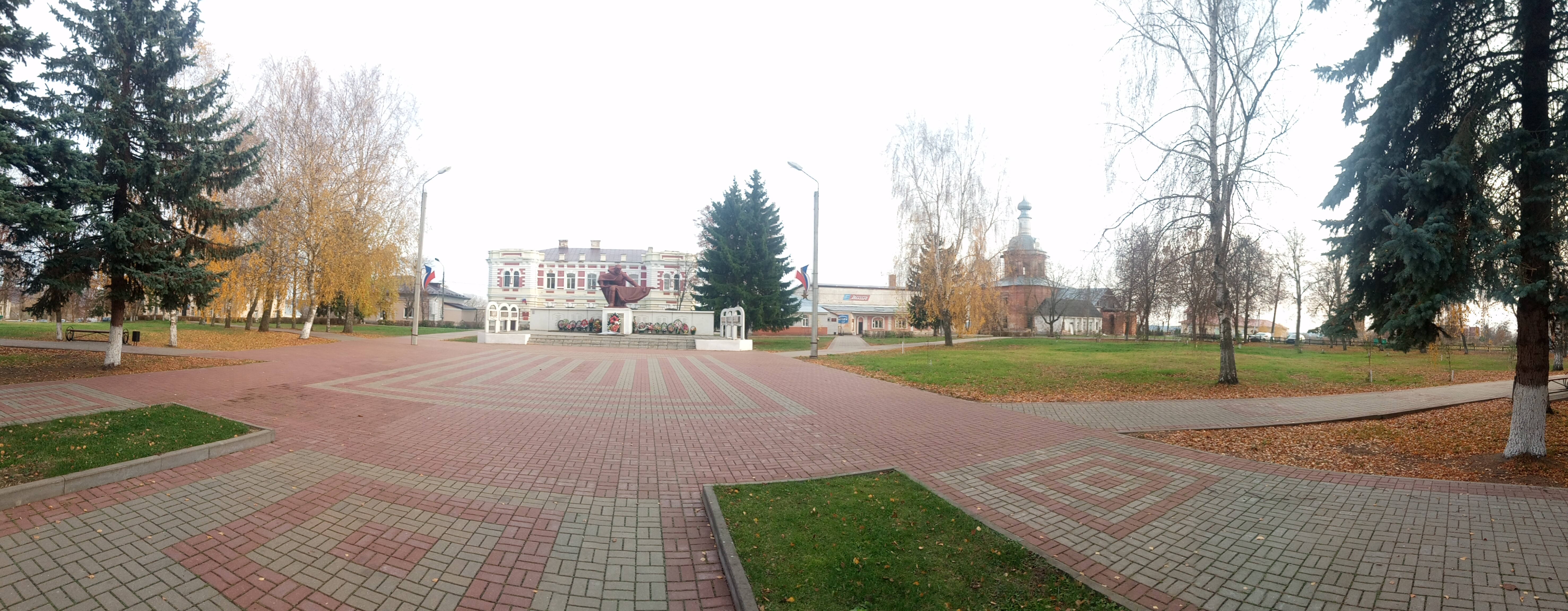
Меморіальний комплекс
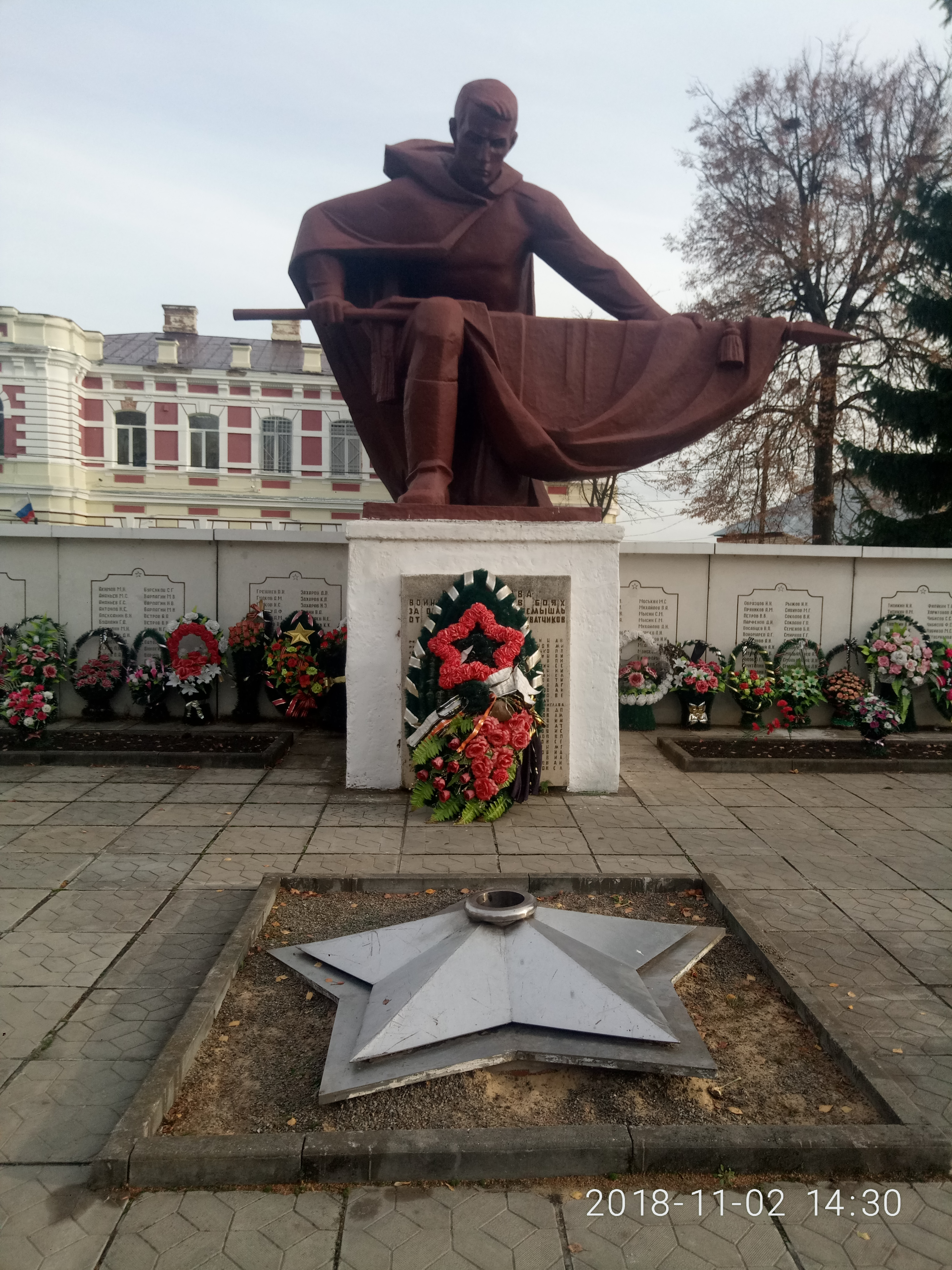
на Алеї Слави
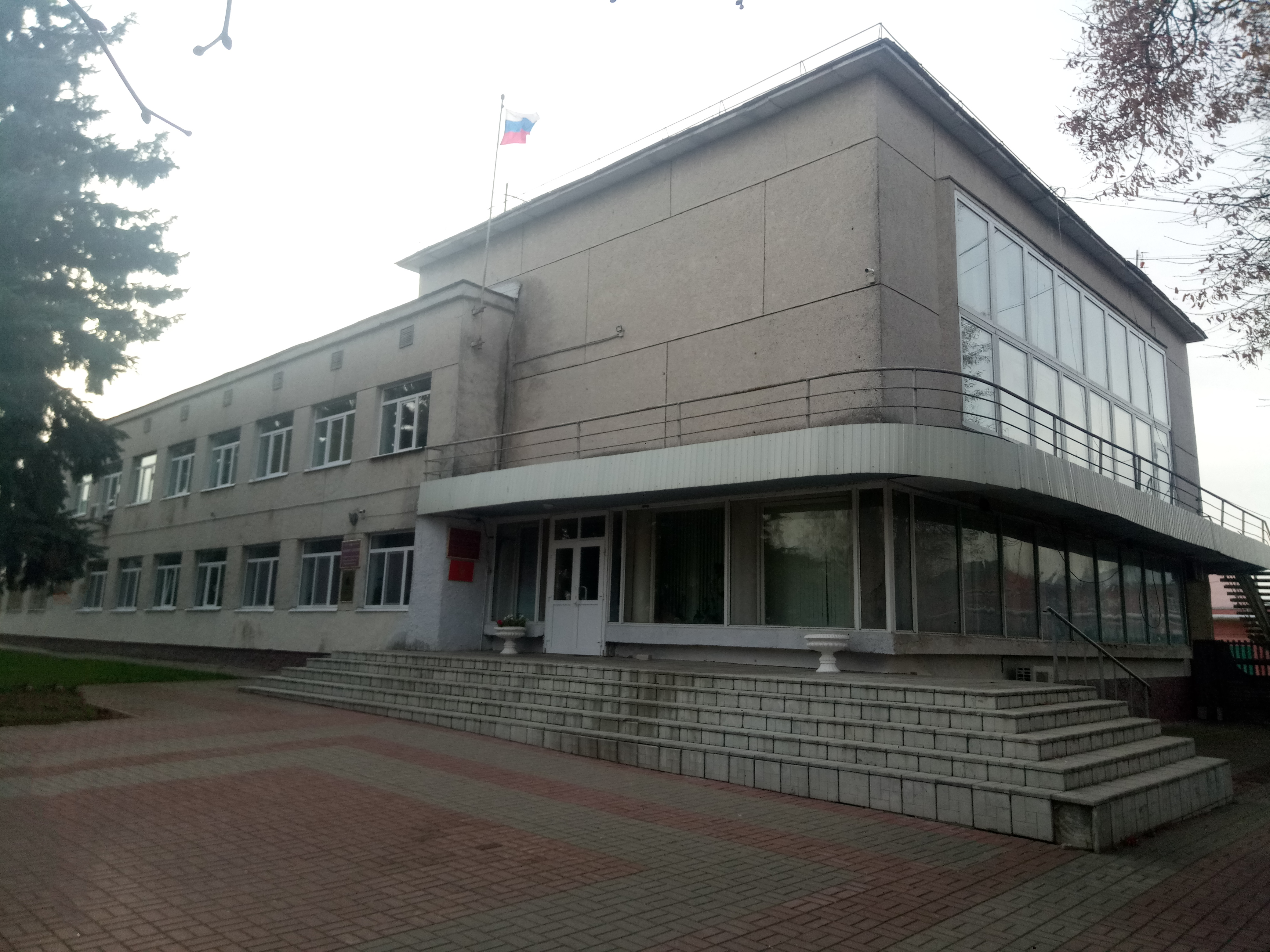
Районна адміністрація